# Iwan Zonow
Iwan Zonow Nikolow (bulgarisch Иван Цонов Николов; * 31. Juli 1966 in Krasnowo, Region Plowdiw) ist ein ehemaliger bulgarischer Ringer. Er gewann bei den Olympischen Spielen 1988 eine Silbermedaille im Papiergewicht und war 1992 Europameister im Fliegengewicht jeweils im freien Stil.

## Werdegang
Iwan Zonow, der den Beruf eines Elektrotechnikers erlernte, begann als Jugendlicher 1977 mit dem Ringen. Er konzentrierte sich dabei auf den freien Stil. Trainiert wurde er damals von Kolo Markow. Bei einer Größe von 1,60 Metern rang er als Erwachsener, bis auf eine Ausnahme, immer im Fliegengewicht, der Gewichtsklasse, die damals ihr Gewichtslimit bei 52 kg Körpergewicht hatte. Nach der politischen Wende in Bulgarien wurde Iwan Zonow Mitglied des neu gegründeten Vereins Slavia Litex Sofia, wo er von Miho Dukow trainiert wurde. Er absolvierte außerdem eine Sportlehrerausbildung und wurde nach dem Ende seiner aktiven Ringerlaufbahn Trainer beim bulgarischen Ringer-Verband.
Seine internationale Ringerlaufbahn begann bei der Junioren-Weltmeisterschaft der Altersgruppe Espoirs (bis zum 20. Lebensjahr), in Colorado Springs, wo er im Fliegengewicht im Finale Wladimir Togusow aus der UdSSR besiegte und damit Junioren-Weltmeister wurde. 1986 fügte er diesem Titel in Lidköping auch den Titel eines Junioren-Europameisters hinzu. Bei der Junioren-Weltmeisterschaft 1987 in Burnaby/Kanada kam er nicht so gut zurecht und musste sich dort mit dem 5. Platz begnügen.
Iwan Zonow hatte das Pech, dass Bulgarien zu seiner Zeit mit Walentin Jordanow einen Ringer hatte, der in der gleichen Gewichtsklasse und im gleichen Stil wie er rang und der zwischen 1985 und 1996 ohne Zweifel der weltbeste Ringer seiner Gewichtsklasse war. Jordanow wurde Olympiasieger und siebenmal Weltmeister. Iwan Zonow musste ihm, wenn er internationale weiterhin eine gute Rollen spielen wollte, deshalb ausweichen. Dies tat er bei den Olympischen Spielen 1988 in Seoul, wo er nach vielen Qualen des Abtrainierens in der Papiergewichtsklasse (bis 48 kg Körpergewicht) antrat. Nach dem damaligen Reglement wurde in Seoul in jeder Gewichtsklasse in zwei Pools gerungen. Die Sieger der Pools kämpften dann um die Goldmedaille. Zonow verlor in seinem Pool gegen Sergei Karamtschakow aus der UdSSR und siegte u. a. über Reiner Heugabel aus der Bundesrepublik Deutschland. Heugabel besiegte anschließend Karamtschakow und verhalf Zonow damit doch noch zum 1. Platz im Pool. Den Kampf um die Goldmedaille verlor Iwan Zonow dann gegen den Japaner Takashi Kobayashi klar nach Punkten. Er gewann damit eine olympische Silbermedaille.
In den folgenden Jahren schaffte es Iwan Zonow nicht mehr, noch einmal in das Papiergewicht abzutrainieren. Da Walentin Jordanow ab 1996 in den Vereinigten Staaten lebte, traf der Bulgarische Ringerverband die Regelung, dass Iwan Zonow bei den Europameisterschaften und Walentin Jordanow bei den Olympischen Spielen und den Weltmeisterschaften starten sollten. So wurde es auch gehandhabt und Iwan Zonow kam 1990 bei der Europameisterschaft 1990 in Posen im Fliegengewicht zum Einsatz. Er belegte dort hinter Šaban Trstena aus Jugoslawien und Wladimir Togusow den 3. Platz.
Bei der Europameisterschaft 1991 in Stuttgart verlor Iwan Zonow den Kampf um den Poolsieg gegen Stanislaus Kaczmarek aus Deutschland und auch den Kampf um die EM-Bronzemedaille gegen Thierry Bourdin aus Frankreich und erreichte deswegen nur den 4. Platz.
1992 gelang Iwan Zonow dann der erste Titelgewinn bei einer internationalen Meisterschaft. Er wurde in Kaposvár Europameister im Fliegengewicht vor Constantin Corduneanu aus Rumänien und Ahmet Örel aus der Türkei. 1993 konnte er diesen Titel in Istanbul nicht verteidigen. Er schied dort schon frühzeitig aus und kam nur auf den 10. Platz. Im Jahre 1994 war er bei der Europameisterschaft in Rom in weitaus besserer Form und stand im Finale Namig Abdullajew aus Aserbaidschan gegenüber. Er führte in diesem Kampf bis ca. 10 Sekunden vor Kampfende nach Punkten, gab dann aber noch eine Wertung ab und verlor deshalb noch den schon sicher geglaubten Europameistertitel an Abdullajew.
Gegen den gleichen Ringer verlor Iwan Zonow auch bei der Europameisterschaft 1995 in Fribourg/Schweiz, diesmal allerdings schon im Halbfinale. Er erkämpfte sich aber mit einem Sieg über Constantin Corduneanu aus Rumänien noch die Bronzemedaille. 1996 erreichte er bei der Europameisterschaft in Budapest dann wieder das Finale, in dem er gegen Wladimir Togusow, der nach dem Zerfall der Sowjetunion für die Ukraine und für den KSV Köllerbach startete, mit 3:5 Punkten unterlag.
Walentin Jordanow trat nach seinem Olympiasieg 1996 vom Ringen zurück. Damit war der Weg für Iwan Zonow frei, künftig auch wieder bei Weltmeisterschaften an den Start zu gehen. Er war inzwischen aber auch schon 30 Jahre alt und konnte ab 1997, bis auf eine Ausnahme, nicht mehr an die frühere Form anknüpfen. Bei der Europameisterschaft 1997 in Warschau gelang ihm nur ein Sieg über den Polen Stanislaw Surdyka, während er gegen German Kontojew aus Belarus und gegen Namig Abdullajew unterlag und deshalb mit dem 10. Platz vorliebnehmen musste. Bei der Weltmeisterschaft 1997 in Krasnojarsk hatte er mehr Erfolg und kam zu Siegen über Tamazi Kuloschwili aus Georgien, Jose Infante Barreto aus Venezuela, Zeke Jones aus den Vereinigten Staaten und Atscham Achilow aus Usbekistan. Eine Niederlage im ersten Kampf gegen Nurdin Donbajew aus Kirgisistan hatte ihn vorher aber schon um alle Titelchancen gebracht. Nach einer weiteren Niederlage im sechsten Kampf gegen Oleksandr Sacharuk aus der Ukraine erreichte er schließlich den 7. Platz.
Bei der Europameisterschaft 1998 in Bratislava verlor Iwan Zonow nach einem gewonnenen Kampf gegen Wassili Zeiher aus Deutschland und gegen Namig Abdullajew und landete nur auf dem 14. Platz. Nicht viel besser erging es ihm bei der Weltmeisterschaft 1998 in Teheran. Er siegte dort zwar über den starken Japaner Chikara Tanabe, unterlag aber überraschend gegen den Inder Shankar Patel Kripa und gegen German Kontojew und belegte den 11. Platz.
Im Jahre 1999 kam dann der Erfolg zurück. Er gewann bei der Europameisterschaft in Minsk mit Siegen über Thomas Röthlisberger aus der Schweiz, Wassili Zeiher, German Kontojew und Witali Railean aus Moldawien und einer Niederlage im Endkampf gegen Alexander Sacherjuk wieder eine EM-Silbermedaille. Bei der Weltmeisterschaft dieses Jahres in Ankara gelangen ihm Siege über German Kontojew, Eric Akin aus den Vereinigten Staaten, Ludek Burian aus Tschechien, Chikara Tanabe und Tümendembereliin Dsüünbajan aus der Mongolei, ehe er von Kim Woo-yong aus Südkorea gebremst wurde. Den Kampf um die WM-Bronzemedaille im Bantamgewicht verlor er dann klar gegen Oleksandr Sacharuk mit 0:10 Punkten.
Zum Abschluss seiner Karriere trat Iwan Zonow dann im Jahre 2000 noch einmal bei Olympischen Spielen an, 12 Jahre nach seinem Medaillengewinn von 1988. In Sydney kam er aber zu keinem Einzelsieg mehr. Er unterlag gegen Leonid Tschutschunow aus Russland und seinen Angstgegner Alexander Sacherjuk und kam nur auf den 19. Platz.

## Internationale Erfolge
| Jahr | Platz  | Wettbewerb                                 | Gewichtskl. | Ergebnis |
| 1985 | 1.     | Junioren-WM (Espoirs) in Colorado Springs  | Fliegen     | vor Wladimir Togusow, UdSSR u. Dorinel Bircu, Rumänien |
| 1986 | 1.     | Junioren-EM (Espoirs) in Lidköping         | Fliegen     | vor Aslan Agajew, UdSSR, Abas Emirci, Jugoslawien u. Jean Lionel de Saint, Frankreich |
| 1986 | 2.     | Goodwill-Games in Moskau                   | Fliegen     | hinter Wladimir Togusow, vor Arslangiin Tsedensodnom, Mongolei u. Adam Cuestas, USA |
| 1987 | 5.     | Junioren-WM (Espoirs) in Burnaby/Kanada    | Fliegen     | hinter Hideo Sasayama, Japan, Lee In-ho, Südkorea, Aslan Agajew u. Pat Higa, USA |
| 1988 | Silber | OS in Seoul                                | Papier      | hinter Takashi Kobayashi, Japan, vor Sergei Karamtschakow, UdSSR, Tim Vanni, USA u. Reiner Heugabel, Deutschland |
| 1990 | 3.     | EM in Posen                                | Fliegen     | hinter Šaban Trstena, Jugoslawien u. Wladimir Togusow, vor Thierry Bourdin, Frankreich u. László Bíró, Ungarn |
| 1991 | 4.     | EM in Stuttgart                            | Fliegen     | hinter Wladimir Togusow, Stanislaw Kaczmarek, Deutschland u. Thierry Bourdin |
| 1992 | 1.     | EM in Kaposvár                             | Fliegen     | vor Constantin Corduneanu, Rumänien, Ahmet Örel, Türkei u. Thierry Bourdin |
| 1993 | 10.    | EM in Istanbul                             | Fliegen     | Sieger: Ahmet Örel vor Sultan Dawudow, Russland u. Michail Kuschnir, Ukraine |
| 1994 | 2.     | EM in Rom                                  | Fliegen     | hinter Namig Abdullajew, Aserbaidschan, vor Sergei Sambalow, Russland, Constantin Corduneanu u. Volker Anger, Deutschland |
| 1994 | 2.     | Grosser Preis von Deutschland in Wiesental | Fliegen     | hinter Stanislaw Kaczmarek, vor Ahmet Örel u. David Legrand, Frankreich |
| 1995 | 3.     | EM in Fribourg/Schweiz                     | Fliegen     | hinter Namig Abdullajew u. Metin Topaktaş, Türkei, vor Constantin Corduneanu u. Armen Simonjan, Armenien |
| 1996 | 2.     | EM in Budapest                             | Fliegen     | hinter Wladimir Togusow, vor Namig Abdullajew u. Ahmet Örel |
| 1997 | 3.     | Grosser Preis von Griechenland in Athen    | Fliegen     | hinter Villa, Kuba u. Moon Myunkh-suk, Südkorea |
| 1997 | 10.    | EM in Warschau                             | Fliegen     | nach Niederlage gegen Namig Abdullajew, Sieg über Stanislaw Surdyka, Polen u. Niederlage gegen German Kontojew, Belarus |
| 1997 | 7.     | WM in Krasnojarsk                          | Fliegen     | nach Niederlage gegen Nurdin Donbajew, Kirgisistan, Siegen über Tamazi Kuloschwili, Georgien, Jose Infante Barreto, Venezuela, Zeke Jones, USA u. Atscham Achilow, Usbekistan u. einer Niederlage gegen Oleksandr Sacharuk, Ukraine |
| 1998 | 3.     | Dan-Kolow-Memorial in Sofia                | Fliegen     | hinter Gholamreza Mohammadi, Iran u. Irfan Keles, Türkei |
| 1998 | 14.    | EM in Bratislava                           | Fliegen     | nach einem Sieg über Gheorghe Corduneanu u. Niederlagen gegen Wassili Zeiher, Deutschland u. Namig Abdullajew |
| 1998 | 11.    | WM in Teheran                              | Fliegen     | nach einem Sieg über Chikara Tanabe, Japan u. Niederlagen gegen Shankar Patel Kripa, Indien u. German Kontojew |
| 1999 | 2.     | EM in Minsk                                | Fliegen     | nach Siegen über Thomas Röthlisberger, Schweiz, Wassili Zeiher, German Kontojew u. Witali Railean, Moldawien u. einer Niederlage gegen Oleksandr Sacharuk                                                                           |
| 1999 | 4.     | WM in Ankara                               | Fliegen     | nach Siegen über German Kontojew, Eric Akin, USA, Ludek Burian, Tschechien, Chikara Tanaba u. Tümendembereliin Dsüünbajan, Mongolei u. Niederlagen gegen Kim Woo-yong, Südkorea u. Oleksandr Sacharuk                               |
| 2000 | 19.    | OS in Sydney                               | Fliegen     | nach Niederlagen gegen Leonid Tschutschunow, Russland u. Alexander Sacherjuk |

## Erläuterungen
- alle Wettkämpfe im freien Stil
- OS = Olympische Spiele, WM = Weltmeisterschaften, EM = Europameisterschaften
- Papiergewicht, bis 1996 bis 48 kg Körpergewicht, danach abgeschafft, Fliegengewicht, bis 1996 bis 52 kg Körpergewicht, von 1997 bis 2002 bis 54 kg Körpergewicht

## Weblink
- Iwan Zonow in der Datenbank von Olympedia.org (englisch)

| Personendaten    | Personendaten            |
| ---------------- | ------------------------ |
| NAME             | Zonow, Iwan              |
| ALTERNATIVNAMEN  | Zonow Iwanow, Iwan       |
| KURZBESCHREIBUNG | bulgarischer Ringer      |
| GEBURTSDATUM     | 31. Juli 1966            |
| GEBURTSORT       | Krasnowo, Region Plowdiw |